# نصر بن عبدالرحمن اسکندری
نصر بن عبدالرحمن اسکندری (؟ - ۱۱۶۵م) (نسب کامل: نصر بن عبدالرحمن بن اسماعیل بن علی بن حسن فَزاری اسکندری مصری) ادیب، فقیه، زبان‌شناس، نویسنده و شاعر مصری بود.